# Johnny Cash

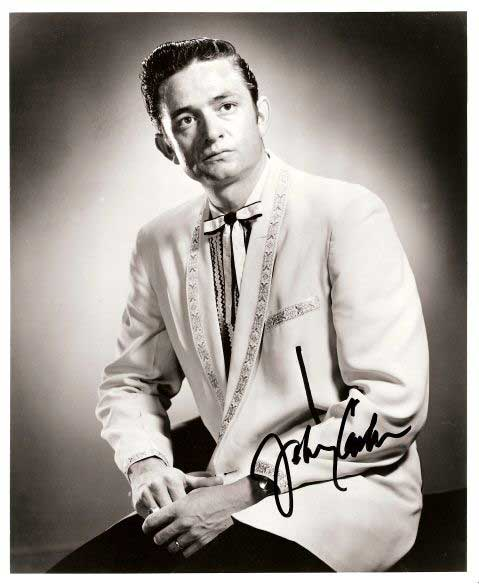
Publiceringsfoto för Sun Records, 1955.

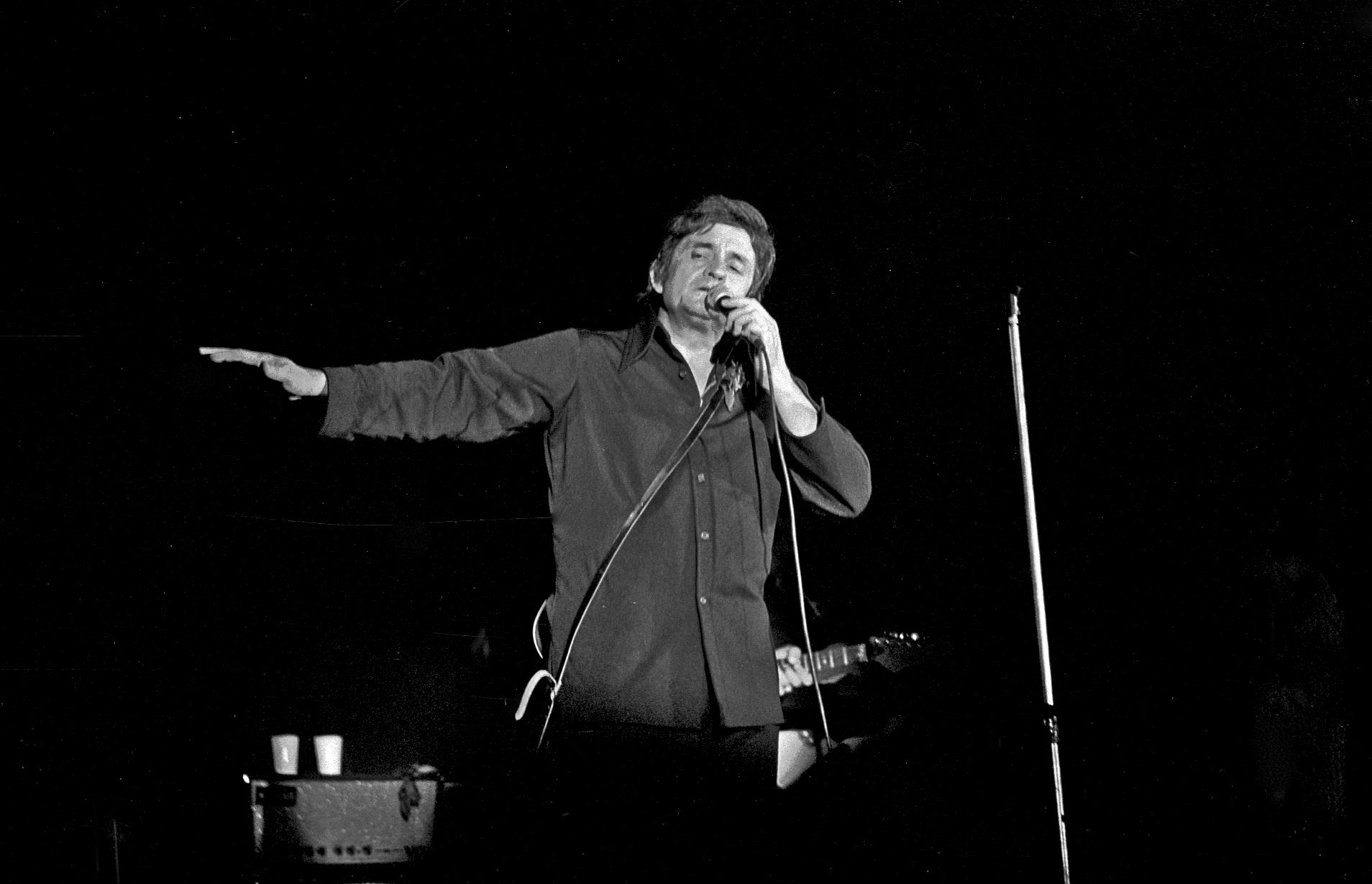
Cash uppträder i Bremen, Västtyskland i september 1972.

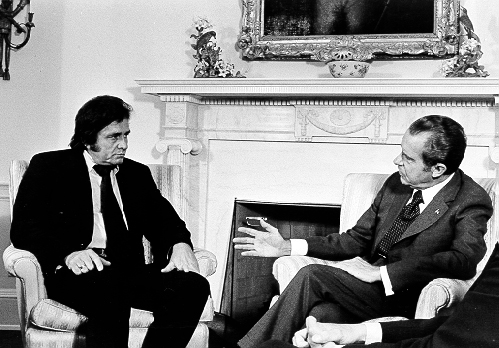
Cash möter president Richard Nixon i juli 1972, där han förespråkar förändringar inom den amerikanska kriminalvården.

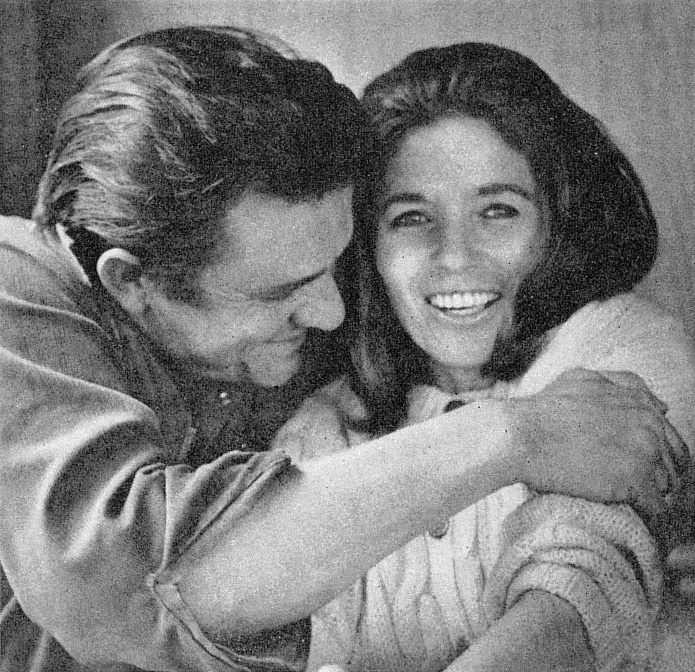
Cash och hans andra fru, June Carter, år 1969.

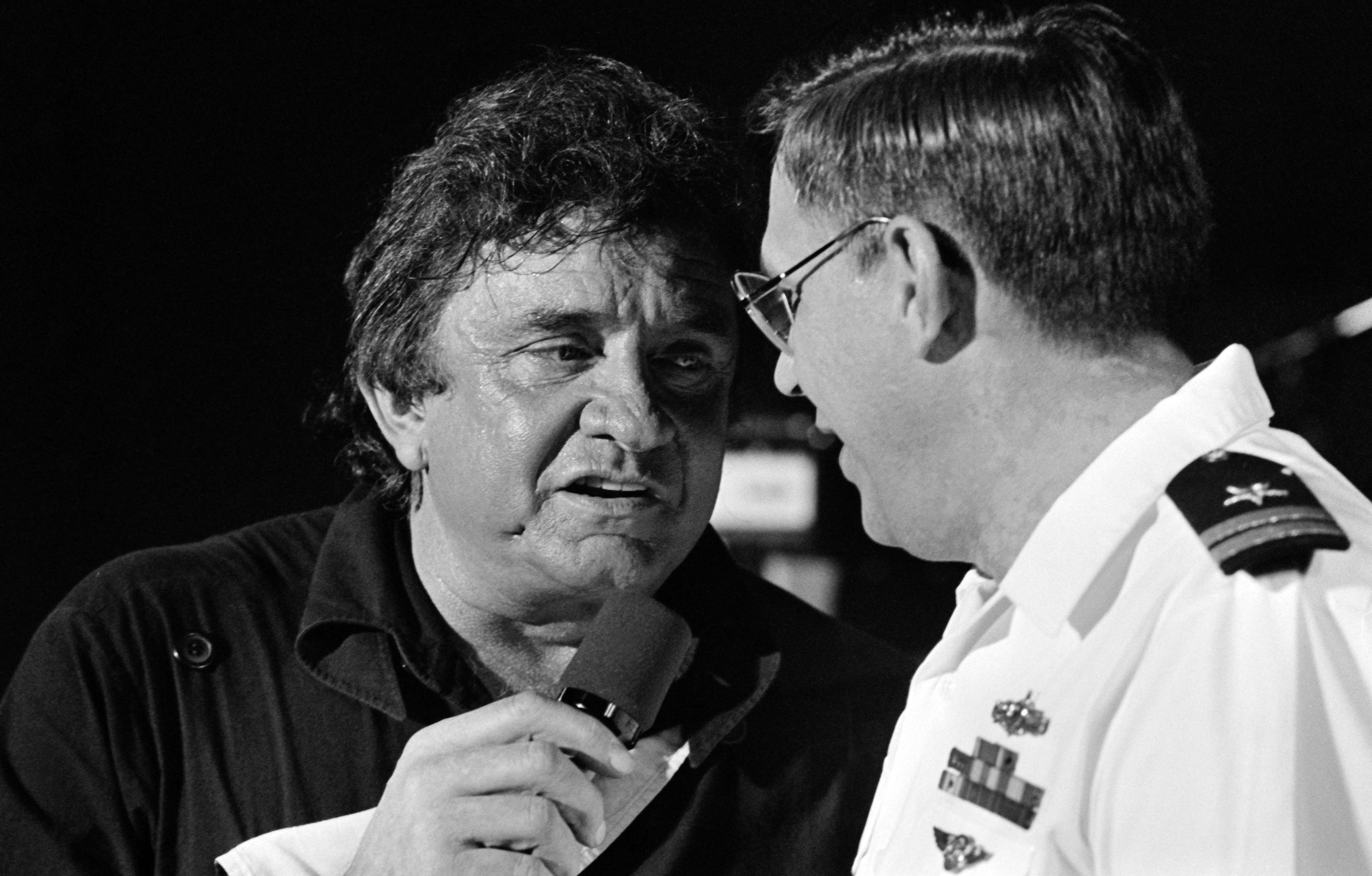
Johnny Cash sjunger med en marinlöjtnant under ett militärt evenemang cirka januari 1987.

John R. "Johnny" Cash, född J.R. Cash den 26 februari 1932 i Kingsland, Arkansas, död 12 september 2003 i Nashville, Tennessee (till följd av diabetesrelaterade komplikationer), var en amerikansk sångare, låtskrivare, musiker, skådespelare och författare. Han är ett av de mest inflytelserika namnen inom countrygenren genom alla tider, och var även verksam som skådespelare. Hans album har sålts i mer än 50 miljoner exemplar.
Johnny Cash var otroligt produktiv och lyckades bland annat med konststycket att ge ut nyproducerade skivor under loppet av fem decennier. Hans största hits är låtar som "I Walk the Line", "A Boy Named Sue", "Ring of Fire", "Sunday Morning Coming Down" och "Folsom Prison Blues". Han blev känd för sin djupa, distinkta röst, det speciella boom-chicka-boom-soundet hos sin bakgrundsgrupp Tennessee Three, sin mörka klädstil och framtoning, vilket gjorde honom känd som The man in black (mannen i svart). Han hälsade alltid publiken vid sina framträdanden med ett enkelt "Hello, I'm Johnny Cash".
Cash var en man som i mycket tog de utsattas parti, han propagerade för en humanare fängelsevård och han uppträdde vid flera tillfällen på fängelser. En av hans mest sålda skivor är den liveinspelning han gjorde på fängelset i Folsom, Johnny Cash at Folsom Prison, den 13 januari 1968. Den 3 oktober 1972 uppträdde han på Österåkeranstalten norr om Stockholm och framträdandet gavs ut på albumet På Österåker (1973).
Vid Sverigebesöket 1972 bjöd pingstpastorn Lewi Pethrus också in Johnny Cash att sjunga i Filadelfiakyrkan i Stockholm. Beslutet var djärvt och kontroversiellt, eftersom frikyrkan – och i synnerhet pingströrelsen – tidigare betraktat så kallad profan musik som synd. Cash hade dock i karriären sjungit in åtskilliga psalmer och ofta bekänt sin kristna tro. Han återkom till Sverige vid fler tillfällen, bland annat för en turné 1983.
Cash bildade 1985 tillsammans med Waylon Jennings, Willie Nelson och Kris Kristofferson supergruppen The Highwaymen.

## Biografi

### Barndom och uppväxt
"The Man in Black" föddes som J.R. Cash i Kingsland, Arkansas som Rays och Carrie Cashs näst äldste son och växte upp i Dyess i samma delstat. Vid fem års ålder hade han redan börjat arbeta på bomullsfälten tillsammans med sin familj. Under arbetet sjöng man ofta allsång. Familjens gård översvämmades vid minst ett tillfälle, en händelse som senare skulle inspirera honom till att skriva sången "Five Feet High And Rising". Hans äldre bror, Jack, omkom 1944 i en olycka på ett sågverk. Familjens svåra situation under depressionen påverkade hans personlighet och värderingar och återspeglas i hans musik. Johnnys uppväxt präglades starkt av gospelmusiken och den musik som spelades i radion. Hans mor och en barndomsvän lärde honom spela gitarr, och han började skriva egna sånger redan som ung pojke. I High School sjöng han på den lokala radiostationen.
Föräldrarna kunde inte enas om ett namn, utan bara om initialerna J.R. Att ge barn namn av den typen var vid den tiden ganska vanligt i USA. Då han 1952 tog värvning som signalist i flygvapnet, accepterade inte militären namnet, så han valde att kalla sig John R. Cash. Han var bl.a. placerad i Tyskland och tog avsked med sergeants grad 1954. När karriären började ta fart, antog han artistnamnet Johnny Cash.

### Genombrottet
1955 skrev han kontrakt med Sam Phillips skivbolag Sun Records och hamnade i vad som senare kom att kallas The Million Dollar Quartet. De övriga tre var Elvis Presley, Jerry Lee Lewis och Carl Perkins. Till en början hade Cash bandet "The Tennessee Two", med Luther Perkins och Marshall Grant, vilket 1960 utökades med trummisen W.S. Holland, varpå de kallade sig Tennessee Three, som förblev Cash bakgrundsband ända till slutet av 1990-talet.

### Cash som lagbrytare och missbrukare
Vid 1960-talets mitt hade Cash en lång rad toppsäljande hits, och blev en av USA:s populäraste artister. Hans karriär stagnerade dock, och hans problem med alkohol och andra droger hade en negativ påverkan både på hans framträdanden och på hans äktenskap med den första hustrun Vivian Liberto. Under en show i Nashville 1965 blev han så våldsam att han i fortsättningen förbjöds att spela på Grand Ole Opry. Även om Cash odlade en image om att vara "outlaw", dömdes han aldrig till fängelse. Han arresterades sju gånger för mindre förbrytelser, vilket i vart och ett av de sju fallen ledde till att han hamnade bakom lås och bom över natten. Hans mest berömda kontrovers med lagen var när han under en turné arresterades av narkotikapolis i El Paso, Texas. Även om polisen misstänkte att han smugglade heroin från Mexiko, var det i verkligheten amfetamin (som på den tiden var ett receptbelagt läkemedel i USA). Därför fick han en villkorlig dom. Följande år arresterades han i Starkville, Mississippi för olaga intrång efter att ha plockat blommor på privat område en sen natt. Händelsen inspirerade honom till att skriva sången Starkville City Jail. Vid ett tillfälle hade Cash en pistol med sig, och passade på att utmana Sammy Davis, Jr. i en duell på ett hotell i Australien. Det hela slutade med att han sköt vilt omkring sig i korridorerna. Han väckte vid flera tillfällen sina musiker genom att hugga sig in genom deras rumsdörrar med yxa, ett tilltag som uppskattades av honom själv men dock inte av de musiker som utsattes för hans små skämt, som var en följd av hans missbruk.
I den omfattande biografin "Winners Got Scars Too : The Life of Johnny Cash" beskriver C. S. Wren tämligen hänsynslöst missbruket. Men där berättas också hur Cash dels av egen vilja, dels av ett mycket aktivt stöd från tuffa hustrun June Carter Cash (som letade upp och kasserade hans droger var han än hade gömt dem i turnébuss och på hotellrum) lyckades bli fri från missbruket. Förvåningen var stor i country-huvudstaden Nashville, då Cash inte var slut utan återkom fullständigt fräsch, stabil och produktiv.

### De sista åren
Texterna i Johnny Cashs låtar speglar ofta hans skakiga privatliv och hans religiösa sökande, och speciellt inspelningarna från hans sista tio år är starka berättelser om moraliska prövningar, sorg och botgöring. Under de sista åren av hans liv var han fortfarande produktiv och spelade in album, där bland andra artister som Tom Petty, Nick Cave och Joe Strummer medverkade som gästartister.
1993 inledde Cash ett samarbete med producenten Rick Rubin, känd för rockproduktioner för ungdom. De gjorde ett antal album ihop och deras oväntade blandning av Cash countrymusik och den ungdomliga rocken gjorde att han plötsligt hade en entusiastisk ung publik. Andra veteraner försökte, mer eller mindre lyckat, med samma knep. Men vad som kring år 2000 kallades att "göra en Johnny Cash" var alltså att en något åldrad började sikta på ungdomarna.
Johnny Cash avled 2003 på sjukhus av komplikationer kopplade till diabetes. Han vilar i Hendersonville Memory Gardens i Hendersonville, Tennessee.

### Privatliv
Johnny Cash är far till Rosanne Cash, Cindy Cash, Kathleen Cash, Tara Cash. Han var först gift med Vivian Liberto åren 1954–1966 och hon är mor till hans döttrar. Han var sedan 1 mars 1968 gift med June Carter Cash, och blev då styvfar till Carlene Carter och Rosie Nix Adams; 1970 fick de sonen John Carter Cash tillsammans.

## Eftermäle
Den tidigare delen av Johnny Cashs liv skildras i den Oscarbelönade filmen Walk the Line (2005), med Joaquin Phoenix i rollen som Cash. 
Efter Cashs död har andra artister skrivit låtar som handlat helt eller delvis om Cash, även i Sverige. 2008 hade Pernilla Andersson en av höstens stora radio-hits med sin "Johnny Cash och Nina P" - och rakt in på andra plats på Svenska Närradiolistan (The Swedish Independent Chart).
First Aid Kit spelade 2012 in låten Emmylou, som handlar om Emmylou Harris, Gram Parsons, June Carter Cash och Johnny Cash. 

## Filmografi

### Filmer
- 1961 – Five Minutes To Live
- 1963 – Hootenanny Hoot
- 1971 – A Gunfight
- 1973 – Gospel Road
- 1978 – Thaddeus Rose and Eddie
- 1981 – The Pride of Jesse Hallman
- 1983 – Murder in Coweta County
- 1984 – The Baron and the Kid
- 1986 – Stagecoach
- 1986 – Last Days of Frank and Jesse James
- 1988 – Davy Crocket: Rainbow in the Thunder
- 1989 – Tennessee Nights
- 1994 – Radio Star - die AFN-Story
- 2003 – The Hunted (berättarröst, okrediterad)

### TV-serier
- 1958 – Ranch Party
- 1969–1971 – Johnny Cash Show (värd)
- 1974 – Columbo (TV-serie) (gästspel)
- 1976 – Johnny Cash and Friends (värd)
- 1976–1979 – Christmas Specials
- 1976 – Lilla huset på prärien (TV-serie) (gästspel)
- 1985 – Nord och Syd (TV-serie)
- 1993–1997 – Dr. Quinn (TV-serie) (gästspel)
- 1996 – Renegade (TV-serie)
- 1997 – Simpsons (TV-serie)

## Diskografi

### Singlar
| - 1955 – "Hey Porter" - 1955 – "Cry, Cry, Cry" - 1956 – "Folsom Prison Blues" (Grammy) - 1956 – "I Walk the Line" - 1957 – "Home of the Blues" - 1958 – "Ballad of a Teenage Queen" - 1958 – "Big River" - 1958 – "Frankie's Man, Johnny" - 1958 – "Guess Things Happen That Way" - 1958 – "The Ways of a Woman in Love" - 1958 – "You're the Nearest Thing to Heaven" - 1958 – "All Over Again" - 1958 – "It's Just About Time" - 1959 – "Don't Take Your Guns to Town" - 1959 – "Five Feet High and Rising" - 1959 – "Katy Too" - 1959 – "The Rebel--Johnny Yuma" - 1959 – "I Got Stripes" - 1961 – "The Big Battle" - 1963 – "Ring of Fire" - 1963 – "The Matador" | - 1964 – "The Ballad of Ira Hayes" - 1964 – "Understand Your Man" - 1965 – "Orange Blossom Special" - 1966 – "The One on the Right Is on the Left" - 1967 – "Jackson" (med June Carter) (Grammy) - 1968 – "Daddy Sang Bass" - 1969 – "Blistered - 1969 – "A Boy Named Sue" (Grammy) - 1970 – "Sunday Morning Coming Down" - 1970 – "Flesh and Blood - 1970 – "If I Were a Carpenter" (med June Carter) (Grammy) - 1970 – "What Is Truth" - 1971 – "Singin' in Vietnam Talkin' Blues" - 1971 – "Man in Black" - 1972 – "If I Had a Hammer (med June Carter) - 1976 – "One Piece at a Time" - 1979 – "(Ghost) Riders in the Sky" - 1987 – "Highway Patrolman" - 2002 – "Personal Jesus" - 2003 – "Hurt" |  |

### Album
| - 1957 – Johnny Cash With His Hot and Blue Guitar - 1958 – Johnny Cash Sings the Songs That Made Him Famous - 1959 – The Fabulous Johnny Cash - 1959 – Hymns by Johnny Cash - 1959 – Songs of Our Soil - 1959 – Greatest Johnny Cash - 1960 – Ride This Train - 1960 – Now There Was a Song - 1961 – Now, Here's Johnny Cash - 1962 – Hymns from the Heart - 1962 – The Sound of Johnny Cash - 1962 – All Aboard the Blue Train - 1963 – Blood, Sweat and Tears - 1963 – Ring of Fire: The Best of Johnny Cash - 1963 – The Christmas Spirit - 1964 – Keep on the Sunny Side - 1964 – I Walk the Line - 1964 – The Original Sun Sound of Johnny Cash - 1964 – Bitter Tears: Ballads of the American Indian - 1965 – Orange Blossom Special - 1965 – Ballads of the True West - 1965 – Mean as Hell - 1966 – Everybody Loves a Nut - 1966 – Happiness is You - 1967 – Johnny Cash & June Carter: Jackson - 1967 – Johnny Cash's Greatest Hits - 1967 – Carryin' on with Cash and Carter - 1968 – From Sea to Shining Sea - 1968 – At Folsom Prison - 1968 – The Holy Land - 1969 – At San Quentin - 1969 – Johnny Cash - 1969 – Original Golden Hits, Volume I - 1969 – Original Golden Hits, Volume II - 1969 – Story Songs of the Trains and Rivers - 1969 – Got Rhythm - 1970 – Johnny Cash Sings Folsom Prison Blues - 1970 – The Blue Train - 1970 – Johnny Cash Sings the Greatest Hits - 1970 – Johnny Cash and June Carter Cash: Jackson - 1970 – Johnny Cash: The Legend - 1970 – The Walls of a Prison - 1970 – Sunday Down South - 1970 – Showtime - 1970 – Hello, I'm Johnny Cash - 1970 – The Singing Storyteller - 1970 – The World of Johnny Cash - 1970 – Johnny Cash Sings I Walk the Line - 1970 – The Rough Cut King of Country Music - 1970 – The Johnny Cash Show - 1970 – I Walk the Line - Movie Soundtrack - 1970 – Little Fauss and Big Halsy - Movie Soundtrack - 1971 – Man in Black - 1971 – Johnny Cash and Jerry Lee Lewis Sing Hank Williams - 1971 – Johnny Cash: The Man, His World, His Music - 1971 – The Johnny Cash Collection: Greatest Hits Volume II - 1971 – Understand Your Man - 1971 – Original Golden Hits, Volume III - 1972 – A Thing Called Love - 1972 – Give My Love to Rose - 1972 – America - 1972 – The Johnny Cash Songbook - 1972 – Christmas: The Johnny Cash Family - 1973 – The Gospel Road - 1973 – På Österåker - 1973 – Any Old Wind That Blows - 1973 – Now, There Was a Song - 1973 – The Fabulous Johnny Cash - 1973 – Johnny Cash and His Woman - 1973 – Sunday Morning Coming Down - 1973 – Ballads of the American Indian - 1974 – Ragged Old Flag - 1974 – Five Feet High and Rising - 1974 – The Junkie and the Juicehead Minus Me | - 1975 – Johnny Cash Sings Precious Memories - 1975 – The Children's Album - 1975 – John R. Cash - 1975 – Look at Them Beans - 1975 – Strawberry Cake - 1976 – One Piece at a Time - 1976 – Destination Victoria Station - 1977 – The Last Gunfighter Ballad - 1977 – The Rambler - 1978 – I Would Like to See You Again - 1978 – Greatest Hits, Volume III - 1978 – Gone Girl - 1979 – Johnny Cash - Silver - 1979 – A Believer Sings the Truth - 1980 – Rockabilly Blues - 1980 – Classic Christmas - 1981 – The Baron - 1981 – Encore) - 1982 – The Survivors Live - 1982 – A Believer Sings the Truth, Volume I - 1982 – The Adventures of Johnny Cash - 1983 – Johnny Cash - Biggest Hits - 1983 – Johnny 99 - 1983 – Songs of Love and Life - 1984 – I Believe - 1985 – Highwayman - 1986 – Rainbow - 1986 – Class of '55: Cash, Perkins, Orbison & Lewis - 1986 – Heroes: Johnny Cash and Waylon Jennings - 1986 – Believe in Him - 1987 – Johnny Cash: Columbia Records 1958-1986 - 1987 – Johnny Cash is Coming to Town - 1988 – Classic Cash - 1988 – Water From the Wells of Home - 1990 – Johnny Cash: Patriot - 1990 – Boom Chicka Boom - 1990 – Johnny Cash: The Man in Black 1954-1958 - 1991 – The Mystery of Life - 1991 – Johnny Cash: The Man in Black 1959-1962 - 1991 – Come Along and Ride this Train - 1992 – The Essential Johnny Cash - 1994 – American Recordings - 1995 – Highwaymen: The Road Goes on Forever - 1996 – Unchained (album av Johnny Cash) - 1996 – Johnny Cash: The Hits - 1998 – VH1 Storytellers: Johnny Cash and Willie Nelson - 1998 – Johnny Cash at Folsom Prison and San Quentin - 1998 – Johnny Cash: Crazy Country - 1998 – Johnny Cash: Timeless Inspiration - 1998 – Johnny 99 - 1999 – Johnny Cash: Super Hits - 1999 – Johnny Cash and Carl Perkins: I Walk the Line/Little Fauss and Big Halsy - 1999 – Just as I Am - 1999 – Cash on Delivery: A Tribute - 1999 – The Legendary Johnny Cash - 1999 – Johnny Cash and June Carter Cash: It's All in the Family - 1999 – Sixteen Biggest Hits - 2000 – Return to the Promised Land - 2000 – Love, God and Murder - 2000 – Super Hits - 2000 – American III: Solitary Man - 2001 – Sixteen Biggest Hits: Volume II - 2002 – American IV: The Man Comes Around - 2003 – Unearthed (box med 5 CD-skivor, varav 4 med outgivet material) - 2004 – My Mother's Hymn Book (ursprungligen med i boxen "Unearthed") - 2005 – The Legend of Johnny Cash - 2006 – American V: A Hundred Highways - 2007 – Johnny Cash på Österåker (35th Anniversary Edition) - 2010 – American VI: Ain't No Grave - 2014 – Out Among the Stars |  |

## Utmärkelser
- Invald i både Country Music Hall of Fame (1980) och Rock and Roll Hall of Fame (1992).[30]
- Har en stjärna på Hollywood Walk of Fame
- Erhöll ett stort antal Grammys åren 1967-2005
- En fågelspindel som hittades nära fängelset Folsom State Prison blev uppkallad efter Johnny Cash, Aphonopelma johnnycashi.[31][32]
- Asteroiden 10505 Johnnycash

### Fotnoter
1. ↑  Member Profile – Horatio Alger Association (på engelska), läs online, läst: 12 april 2018.[källa från Wikidata]
2. ↑  Rock and Roll Hall of Fame-ID: johnny-cash.[källa från Wikidata]
3. ↑  läs online, www.loc.gov .[källa från Wikidata]
4. ↑  läs online, americanamusic.org , läst: 22 juni 2020.[källa från Wikidata]
5. ↑  läs online, americanamusic.org , läst: 17 juni 2020.[källa från Wikidata]
6. ↑  I början av 2010 sålde webbutiken Arkiverad 9 juni 2010 hämtat från the Wayback Machine. på Johnny Cashs officiella webbplats checkar som hade undertecknat och som, enligt objektets notering, var "signerade med Johnnys juridiska namn, 'John R. Cash'"; JohnnyCash.com (2010). Autographs Arkiverad 19 augusti 2010 hämtat från the Wayback Machine.. Hämtat 20 mars 2010.
7. ↑  "Johnny Cash död", Aftonbladet 12 september 2003, Läst 27 oktober 2018
8. ↑  Söderhjelm, Simone (12 september 2003). ”Johnny Cash död”. Aftonbladet. http://www.aftonbladet.se/nojesbladet/musik/article163735.ab. Läst 3 oktober 2010.
9. ↑  Robert Hilburn: "Johnny Cash : The Life", Bay Back Books, New York 2013
10. ↑  .”Cash musical heading for Broadway” (på engelska). BBC News. 1 oktober 2004. http://news.bbc.co.uk/2/hi/entertainment/3707816.stm. Läst 3 oktober 2010.
11. ↑  The Hutchinson Concise Encyclopedia, sid 169, Guild Publishing, London / New York 1989, CN 4466
12. ↑  Barbara Schultz: Classic Tracks: Johnny Cash's "Folsom Prison Blues" Arkiverad 2 januari 2010 hämtat från the Wayback Machine.
13. ↑  Wikiquote: Johnny Cash
14. ↑  BBC music: Johnny Cash - På Østeråker Review
15. ↑  Dave Urbansky: "The Man Comes Around : The Spiritual Journey of Johnny Cash", Relevant Books, USA 2003
16. ↑  Myggans nöjeslexikon, band 3, sid 95-97, Bra Böcker, Höganäs 1989 ISBN 91-7752-255-9
17. ↑  Michael Streissguth: "Outlaw: Waylon, Willie, Kris, and the Renegades of Nashville, Harper Collins, USA 2007 ISBN 978-0-0620-3820-3
18. ↑  Spår 2, sida 1, på LP-skivan "Johnny Cash : Songs of Our Soul", CSP nr P 11505, Columbia Records, New York 1959. Lyssnad 27 oktober 2018
19. ↑  Rolli Fölsch: "Popmusikens utveckling" (kapitlet "Country and Western) sid 15-16, Liber Läromedel, Beta Grafiska, Lund 1984 ISBN 91-40-30723-9
20. 1 2  ”Johnny Cash på swipnet.se”. Arkiverad från originalet den 5 februari 2007. https://web.archive.org/web/20070205074439/http://home.swipnet.se/~w-35837/cash.html. Läst 21 januari 2007.
21. ↑  Stephen Miller: "Johnny Cash : The Life of an America Icon", Omnibus, USA 2003 ISBN 0-7119-9626-1
22. ↑  David Cantwell: The Man in Black in Living Color - The Slate book review
23. ↑  "10 Things you didn't know about Johnny Cash", Rolling Stone 29 augusti 2014, Wenner Media LLC, New York
24. ↑  Christopher S. Wren: "Winners Got Scars Too : The Life of Johnny Cash", Ballantine Books, New York 1971, katalognummer hos The Library of Congress: 75-150399
25. ↑  Lars Lovén: "Nytändning - Alf Robertson gör en Johnny Cash", Svenska Dagbladet 29 augusti 2008, https://www.svd.se/nytandning-alf-robertson-gor-en-johnny-cash Läst 26 oktober 2018
26. ↑  Roseanne Cash: "A memoir", Viking Press, USA / England 2013
27. ↑  Engelskspråkiga Wikipedia, okänt datum
28. ↑  "Pernilla Andersson på strålande humör", Blekinge Läns Tidning 14 juli 2017, www.blt.se/kultur-o-noje/pernilla-andersson-pa-stralande-humor, Läst 25 oktober 2018
29. ↑  https://www.svt.se/kultur/musik/emmylou-harris-gillar-svenska-hyllningslaten
30. ↑  Rock and Roll Hall of Fame – Johnny Cash
31. ↑  Chris A. Hamilton, Brent E. Hendrixson, Jason E. Bond (2016) "Taxonomic revision of the tarantula genus Aphonopelma", Zookeys, doi:10.3897/zookeys.560.6264, läst 2016-02-05.
32. ↑  Helsvart spindel får namn efter Johnny Cash Arkiverad 6 februari 2016 hämtat från the Wayback Machine., Göteborgs-Posten, läst 2016-02-06.